# Gerrit Brokx
Gerardus Philippus (Gerrit) Brokx (Oosterhout, 22 juni 1933 – Tilburg, 11 januari 2002) was een Nederlands KVP- en CDA-bestuurder en politicus. Van 1977 tot 1981 en van 1982 tot 1986 was hij staatssecretaris van Volkshuisvesting. Verder was Brokx burgemeester van Tilburg (1988-1997).

## Levensloop
Brokx studeerde rechten aan de Rijksuniversiteit Utrecht. Hij begon zijn carrière in de politiek in de gemeenteraad van Oosterhout in 1963. In 1966 werd hij wethouder. In de jaren zeventig zou hij vooral actief zijn in de provinciale politiek van Noord-Brabant, als lid van Provinciale Staten en als gedeputeerde.
Tijdens het eerste kabinet-Van Agt werd hij als staatssecretaris van Volkshuisvesting, Ruimtelijke Ordening en Milieubeheer in de Tweede Kamer fel belaagd door zijn voorganger en PvdA-woordvoerder Marcel van Dam. In maart 1981 nam de Tweede Kamer een motie-Duinker aan waarin werd gesteld dat het beleid van Brokx met betrekking tot de huren in stadsvernieuwingsgebieden niet in het belang van de volkshuisvesting was. Een Kamermeerderheid wenste echter de motie niet als motie van wantrouwen te beschouwen.
Gerrit Brokx trad bij zijn tweede termijn in 1986 af, nadat CDA-fractievoorzitter Bert de Vries had geconstateerd dat Brokx' aanblijven in het vooruitzicht van een parlementaire enquête naar bouwsubsidies een te groot risico inhield.
Van 1988 tot 1997 was Brokx burgemeester van de gemeente Tilburg. Brokx was gehuwd met de journaliste Marjolijn Uitzinger. Hij was de grootvader van de Vlaamse acteur Aimé Claeys.
- Biografisch Portaal: 23302833
- International Standard Name Identifier: 0000 0000 3037 9489
- Library of Congress Control Number: n88003843
- Nederlandse Thesaurus van Auteursnamen: 07348962X
- Parlement.com: vg09llh7qwx8
- Virtual International Authority File: 13847517
- WorldCat: E39PBJjMwWKd7HYpbRkPbxBXVC